# Phoniscus
Phoniscus é um género de morcegos da família Vespertilionidae.

## Espécies
- Phoniscus aerosa (Tomes, 1858)
- Phoniscus atrox Miller, 1905
- Phoniscus jagorii (Peters, 1866)
- Phoniscus papuensis (Dobson, 1878)